# Hackett London
Hackett ist ein britisches Bekleidungsunternehmen im Besitz des spanischen Konzerns All We Wear Group (AWWG), das im Jahr 1983 von dem Herrenschneider Jeremy Hackett (* 1953) und seinem Geschäftspartner Ashley Lloyd-Jennings in London gegründet wurde. Der Stil der Kollektionen ist seit der Gründung von der klassischen britischen Herrenmode beeinflusst und umfasst unter anderem Sakkos, Anzüge, Hemden, Polo- und Rugbyshirts für Herren und Jungen. 2022 betreibt Hackett laut eigenen Angaben über 150 Läden in rund 30 Ländern.

## Geschichte

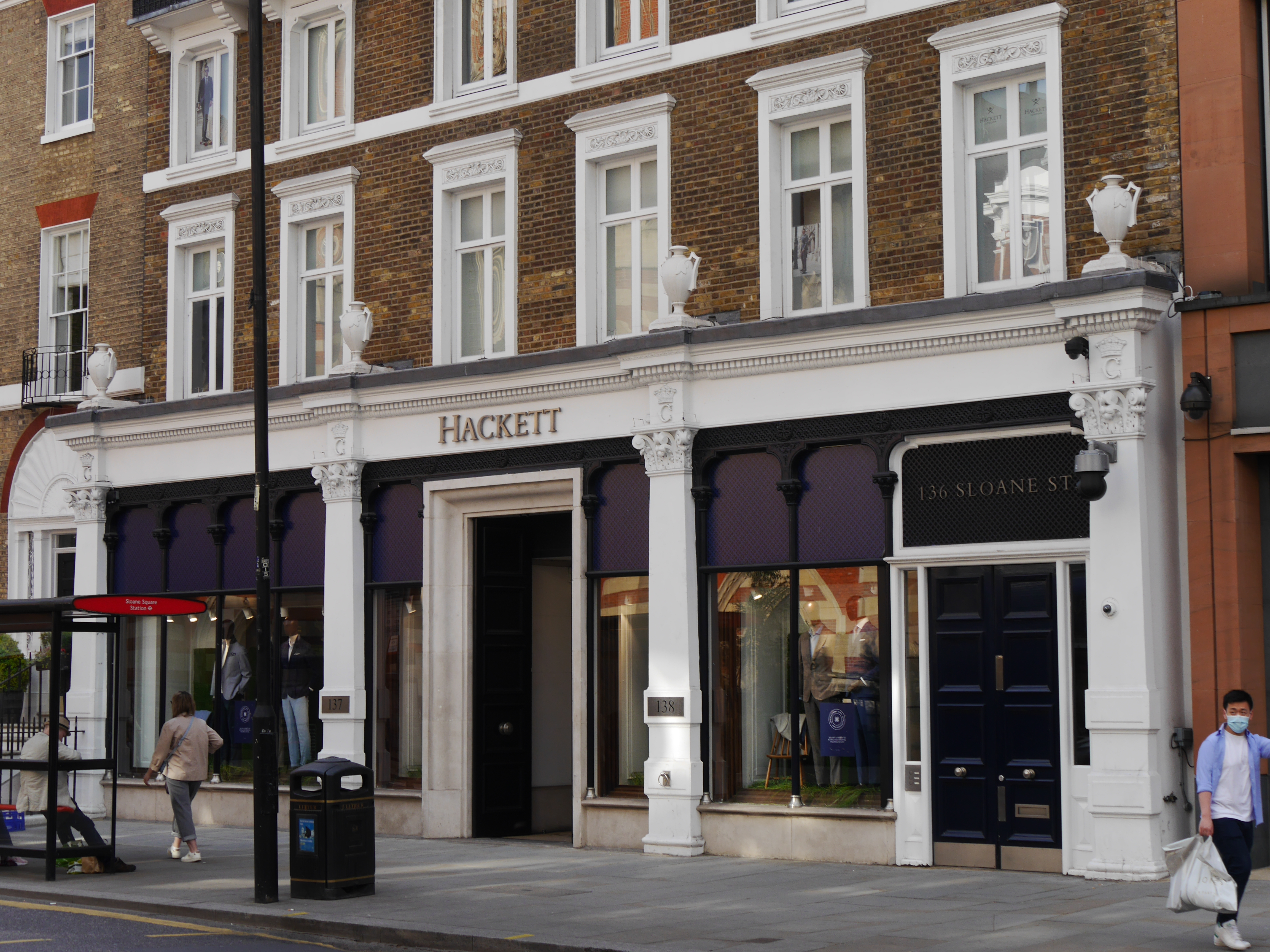
Flagship Store in der Sloane Street in London, 2022

Die Idee zur Gründung einer Bekleidungsmarke kam dem aus Bristol stammenden Jeremy Hackett und seinem Geschäftspartner Ashley Lloyd-Jennings im Jahr 1979, als sie sich auf dem Flohmarkt in der Portobello Road in London trafen. Im selben Jahr starteten sie mit dem Verkauf von Secondhandkleidung auf jenem Markt.
Im Jahr 1983 eröffneten sie ihr erstes Geschäft im Londoner Stadtteil Chelsea. 1985 vergrößerte sich das Unternehmen und Hackett ergänzte sein Angebot um eine eigene Kollektion. Der erste Laden außerhalb Englands wurde 1989 in Madrid eröffnet. Im Jahre 1992 übernahm die Luxuswaren-Gruppe Alfred Dunhill das Unternehmen und es entstand der erste Flagship Store auf der Sloane Street in London. Zum Gesicht der Marke wurde für mehrere Jahre der britische Rugby-Spieler Jonny Wilkinson.
Wegen sinkender Umsätze wurde Hackett im Juni 2005 von der Investorengruppe Richemont, zu der Alfred Dunhill mittlerweile gehörte, an den spanischen Investmentfonds Torreal des Unternehmers Juan Abelló verkauft. im selben Jahr stieg Torreal neben Arta Capital and L Capital in die spanische Pepe Jeans Group ein, 2006 wurde die Marke Hackett London in den Konzern eingegliedert. 2015 übernahm die 2007 von Nadschib Miqati gegründete libanesische M1 Group den Konzern und damit auch die Marke Hackett. Mittlerweile wird das Unternehmen, das seit 2020 All We Wear Group (AWWG) heißt und seinen Sitz in Madrid hat, neben M1 von dem Investmentfonds L Catterton betrieben. 2022 wurde der britische Rennfahrer Jenson Button als Gesicht von Hackett präsentiert.

## Sponsorentätigkeit

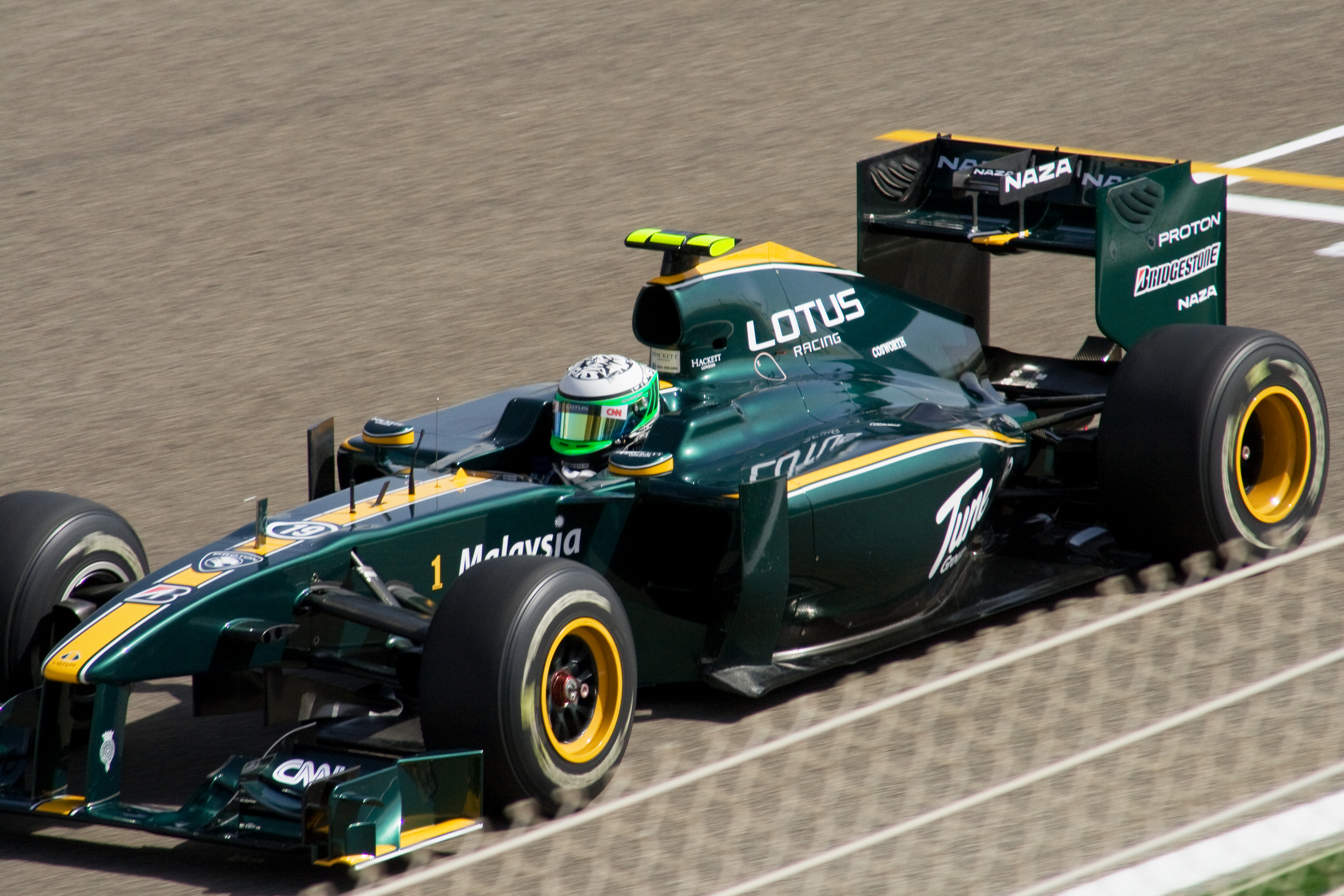
Hackett Logo hinter dem Cockpit

Hackett sponsert weltweit Sportevents. Im Rahmen von existierenden Sponsorentätigkeiten werden Bekleidungsstücke mit den Logos von Aston Martin, dem Britischen Army Polo Team und dem Londoner Ruderclub versehen. Zudem ist das Unternehmen der offizielle Ausrüster der jährlichen Ruderregatta zwischen den Universitäten von Oxford und Cambridge. 2010 war Hackett der offizielle Ausrüster des Lotus Formel 1 Teams und 2013 Ausrüster des FC Chelsea.